# Silber(I)-selenid
Silber(I)-selenid ist eine anorganische chemische Verbindung des Silbers aus der Gruppe der Selenide.

## Vorkommen
Silber(I)-selenid kommt natürlich in Form des Minerals Naumannit vor. Die Verbindung kommt auch in dem bei der Kupferraffination anfallenden Anodenschlamm vor.

## Gewinnung und Darstellung
Silber(I)-selenid kann durch Reaktion von Silber mit Selen bei 400 °C gewonnen werden.
{\displaystyle \mathrm {2\ Ag+Se\longrightarrow Ag_{2}Se} }
Ebenfalls möglich ist die Darstellung durch Umsetzen von löslichen Silbersalzen mit Kupfer(I)-selenid.

## Eigenschaften
Silber(I)-selenid ist ein schwarzer, kristalliner Feststoff. Er besitzt bei 75 °C eine tetragonale (a = 49,8 pm, c = 47,8 pm) und bei 240 °C eine kubische Kristallstruktur. Andere Quellen geben für ersteres eine orthorhombische Kristallstruktur an. Er ist ein I-VI-Halbleiter, wird aber wegen seiner geringen Festigkeit und Löslichkeit kaum verwendet.